# موش‌ماهیان دماغ‌کوتاه
موش‌ماهیان دماغ‌کوتاه (نام علمی: Chimaeridae) نام یک تیره از راسته موش‌ماهی است.